# Cecilia Gatto Trocchi
Cecilia Gatto Trocchi (Roma, 19 giugno 1939 – Roma, 11 luglio 2005) è stata un'antropologa e scrittrice italiana.

## Biografia
Cecilia Gatto Trocchi è stata docente di antropologia culturale presso le Università degli Studi di Cagliari, Chieti, Perugia e – nell'ultima parte della sua vita – alla Sapienza e Roma Tre. In quest'ultima è stata anche direttrice dell'Osservatorio dei fenomeni magico-simbolici.
Consulente scientifica della rivista di psichiatria psicosomatica delle differenze "Psiche Donna", socia fondatrice della Società italiana per lo studio di psicopatologia e religione, ha condotto ricerche sui riti magici e le religioni tribali in Africa, India e America Latina. Ha collaborato con l'associazione Le Tarot di Faenza e con l'Istituto Graf di Bologna nell'organizzazione di mostre dedicate ai vari aspetti della storia dell'esoterismo in epoca medievale e moderna. Per l'Eurispes ha condotto le ricerche I soldi del diavolo (1989) e Notizie del mistero (1990). Ha collaborato con il CICAP sia con contributi alle pubblicazioni, sia con la partecipazione ai convegni Euroskeptics (Saint-Vincent, 1992) e Millenarism (Roma, 1996), e ha collaborato con il GRIS (Gruppo di Ricerca e Informazione Socio-religiosa, denominato fino all'anno 2001 Gruppo di Ricerca e di Informazione sulle Sette). 
È diventata nota al grande pubblico sia per la sua attività di divulgazione sia per le sue frequenti apparizioni televisive, al Maurizio Costanzo Show e, successivamente, a Porta a Porta. Le sue ricerche le hanno procurato notorietà nel mondo scientifico e presso il grande pubblico, ma anche minacce di morte, con telefonate intimidatorie e bamboline voodoo ritrovate nel giardino di casa.
Dopo un periodo di adesione al femminismo, espresso in Le giumente degli dei, si è riavvicinata alla religione cattolica.

### La morte
A causa della morte del figlio in un incidente d'auto, Cecilia Gatto Trocchi era affetta da una grave forma depressione. Già nel febbraio 2005 aveva tentato il suicidio con i barbiturici. L'11 luglio 2005, all'età di 66 anni, si è tolta la vita lanciandosi dal quinto piano della palazzina di via Eusebio Chini 69, Roma, in cui abitava da molti anni. Stringeva in mano una foto del figlio scomparso.

## Opera
Cecilia Gatto Trocchi è stata autrice di numerose pubblicazioni riguardanti l'occultismo, l'esoterismo, le nuove religioni, i miti e le leggende e, in particolare, i fenomeni legati alle sette e alla diffusione delle pratiche magiche ed occulte.
Nei confronti dello studio critico del neospiritualismo italiano ha adottato alcuni metodi dell'antropologia culturale, tra cui l'osservazione partecipante, entrando a far parte di sette e conventicole e vivendo in prima persona i percorsi pseudoiniziatici e manipolatorii che ne costituiscono l'ossatura. Questa esperienza diretta è stata poi riportata in saggi e conferenze talora non privi di taglio umoristico, provocando indignate proteste da parte degli esponenti delle sette. Significativa è stata anche la sua lunga frequentazione del mondo di sedicenti streghe e maghi, dei quali è riuscita a fingersi collega.
Gatto Trocchi ha importato in Italia il termine "psicosetta", ideato dalla psicologa statunitense Margaret Singer. Riteneva che gli adepti delle sette, pur aderendovi volontariamente, fossero spesso vittime inconsapevoli del condizionamento dei loro leader carismatici.
Gatto Trocchi ha applicato i suoi studi sull'occultismo anche alla critica letteraria, proponendo una interpretazione esoterica di autori come Alessandro Manzoni, Gabriele D'Annunzio e Luigi Capuana. Di quest'ultimo in particolare ha dato una lettura originale, che lo allontana dal verismo e dal positivismo per collocarlo nella cultura dello spiritismo. Secondo Gatto Trocchi, anche il decadentismo era intriso di occulto e magia.

## Scritti e curatele
- La Fiaba italiana di magia: ipotesi di ricerca semiologica, Bulzoni, Roma, 1972
- Per una Sociologia dei Gruppi Teatrali. Ricerca sui Gruppi di sperimentazione teatrale in Francia, Bulzoni, Roma, 1973
- Le Giumente degli Dei. Analisi Antropologica del Ruolo Economico della Donna nelle Società Tradizionali, Biblioteca di Cultura, Bulzoni, Roma, 1975
- L'Atto e la Parola. Mito e Rito nel Pensiero Antropologico, Biblioteca di Cultura, Bulzoni, Roma, 1979
- Cultura come Comunicazione e altri Saggi, Biblioteca di Cultura, Bulzoni, Roma, 1981
- Etnie. Miti, Culture, Biblioteca di Cultura N. 578, Bulzoni, Roma, 1999 ISBN 978-88-8319-336-1
- Leggende e Racconti Popolari di Roma. Miti Storie e Misteri di una città rivisitati dalla fantasia popolare: personaggi fantastici e bizzarri dalla Papessa Giovanna a Beatrice Cenci, da Lucrezia Borgia al Marchese del Grillo, ricerca iconografica di Giulio Fefè, Collana Quest'Italia n. 28, Newton Compton, Roma, 1982-1985-1991; Collana Tradizioni Italiane n. 21, Newton Compton, 2002 ISBN 88-8289-736-2; Edizione speciale in allegato a Il Messaggero, 2004
- Magia e Medicina Popolare in Italia. Rimedi empirici, decotti, pozioni e filtri magici per la cura della salute secondo le più diffuse ricette tradizionali. In Appendice la Regola Sanitaria Salernitana, Collana Quest'Italia n. 38, Newton Compton, Roma, 1983
- Fiabe di Roma e del Lazio, scelte da Cecilia Gatto Trocchi e tradotte da Vincenzo Cerami, Oscar Narrativa n. 737, Mondadori, Milano, 1985; scelta e commento a cura di Giuliana Palminota, Lucarini Scuola, 1988
- Le Fiabe più belle del mondo, a cura di Cecilia Gatto Trocchi, Oscar Mondadori, Milano, 1988
- La Regola Sanitaria Salernitana nella versione di Fulvio Gherli, Premessa storica di Cecilia Gatto Trocchi, introduzione di Roberto Michele Suozzi, Collana Tascabili Economici, Newton Compton, Roma, 1993
- La Magia, Il Sapere, Newton Compton, Roma, 1994
- I Tarocchi, Il Sapere, Newton Compton, Roma, 1995
- Le Sette in Italia, Il Sapere, Newton Compton, Roma 1994
- Vita da Trans: 15000 transessuali in Italia. Storie e confessioni di un'esistenza difficile, Universale Economica, Editori Riuniti, 1995, Roma
- Storie e Luoghi Segreti di Roma: un affascinante percorso attraverso i miti, i ricordi, i misteri d'una città dove chiese, piazze, strade hanno una storia leggendaria e fantastica che la memoria collettiva deve tramandare, Collana Tradizioni Italiane, Newton Compton n. 50, 1988-2005-2011 ISBN 978-88-541-3122-4
- Androgino. Il Mito, l'Arte, la Merce. A cura di Cecilia Gatto Trocchi. con saggi di R. Bertini Conidi, Monica Centanni, Viola Papetti et al., Margiacchi-Galeno Editrice, Perugia 1997 ISBN 978-88-86494-16-8
- Umbria: Borghi e Città Medievali, Collana Umbria. Tesori di una regione antica, Ars-Edizioni d'Arte, 1997 Edizione Numerata in sole 999 copie su Carta Fabriano
- Catherine Pont-Humbert, Dizionario dei Simboli, dei Riti e delle Credenze, a cura di Cecilia Gatto Trocchi, Editori Riuniti, Roma, 1997 ISBN 88-359-4366-3
- I Nuovi Culti, Collana Nuovi misteri, Oscar Mondadori, Milano, aprile 1998 ISBN 88-04-44261-1
- La Sorgente di Mnemosine. Memoria, Cultura, Racconto, Collana Biblioteca di Cultura n. 561, Bulzoni, Roma, 1998 ISBN 88-8319-208-7
- I Miracoli. Un affascinante viaggio fra le culture più diverse, alla scoperta di attese, superstizioni e speranze che da millenni muovono l'uomo verso il divino, Collana ALEPH, Newton Compton, Roma, 1998 ISBN 978-88-8289-055-1
- Enciclopedia Illustrata dei Simboli, Collana SuperAlbum, Gremese Editore, Roma, 2004, ISBN 88-8440-325-1
- Civiltà e culture. Lineamenti di antropologia, Collana Antropologia culturale e sociale n. 53, FrancoAngeli, Milano, 2003 ISBN 88-464-4398-5
- Affare Magia. Ricerca su Magia ed Esoterismo in Italia, Queriniana, 2001 ISBN 88-399-2377-2
- Storia esoterica d'Italia, Milano, Piemme Edizioni, 2001 ISBN 88-384-4998-8
- I Nuovi Movimenti Religiosi, Collana Piccola Biblioteca delle Religioni n.19, Queriniana, Brescia, 2000 ISBN 978-88-399-1189-6
- Il Risorgimento esoterico. Storia esoterica d'Italia da Mazzini ai giorni nostri, Collana Nuovi misteri, Mondadori, 1996, ISBN 88-04-41815-X
- Viaggio nella magia. La cultura esoterica nell'Italia di oggi, Collana I Robinson, Laterza, Roma-Bari 1993; Collana Economica, Laterza, Roma-Bari, 1996 ISBN 978-88-420-4921-0
- Voci della Grande Madre. Favole, Canti, Narrazioni dall'Africa, a cura di Cecilia Gatto Trocchi, Red Edizioni, 1996 ISBN 8870319113
- Storia Esoterica d'Italia. Prefazione di Rino Camilleri, Piemme, 2001 ISBN 88-384-4998-8
- Le Muse in Azione. Ricerche di Antropologia dell'Arte, Collana Antropologia Culturale-Studi e ricerche n. 50, Franco Angeli, ISBN 88-46-43045-X
- Le più belle Fiabe Popolari Italiane (selezione da tutte le regioni), a cura di Cecilia Gatto Trocchi, Collana Le più belle Fiabe del mondo, Newton Compton, Roma, 2003 978-88-8289-963-9; Collana I Big n. 120, Newton Compton, Roma, 2004-5; Collana I Mammut, Newton Compton, Roma, 2013 ISBN 978-88-541-5762-0
- Le più belle Leggende Popolari Italiane. I Racconti più antichi e nascosti della nostra tradizione culturale, Collana I Big, Newton Compton, Roma, 2006-2007, ISBN 978-88-8289-773-4
- Sette sataniche e occultismo, Biblioteca del Sapere, Newton Compton, 2005-2007 ISBN 88-541-0434-5